# Allmän introduktion till det romerska missalet
Allmän introduktion till det romerska missalet, Institutio Generalis Missalis Romani, är det styrande dokument enligt vilket mässan enligt Paulus VI:s liturgi i Katolska kyrkans romerska rit firas sedan 1969. Den är den inledande delen av de senare utgåvorna av det romerska missalet.
Dokumentet ersatte och likriktade ett antal dokument som funnits med i tidigare utgåvor av missalet:
- Rubricae Generales Missalis (Missalets liturgiska anvisningar), förstärkt och reviderat av Clemens VIII år 1604 och helt omskriven av Johannes XXIII år 1960.[1]
- Additiones et Variationes in Rubricis Missalis ad normam Bullae "Divino afflatu" et subsequentium S. R. C. decretorum (Tillägg och varianter för Missalets liturgiska anvisningar i enlighet med bullan Divino afflatu och påföljande dekret från den Heliga Ritkongregationen), vilken användes 1920–1962.
- Ritus servandus in celebratione Missae (Påbjuden rit för firandet av mässan), reviderat av Clemens VIII år 1604 and Johannes XXIII år 1962.